# Bijugis nilgerensis
Bijugis nilgerensis är en fjärilsart som beskrevs av George Francis Hampson 1892. Bijugis nilgerensis ingår i släktet Bijugis och familjen säckspinnare. Inga underarter finns listade i Catalogue of Life.